# Blatník
Blatník (deutsch Blatnik) war ein zum Ortsteil Blatníkovská Lhotka der Gemeinde Rybitví gehöriger Weiler im Okres Pardubice in Tschechien. Er lag fünf Kilometer westlich des Stadtzentrums von Pardubice und ist seit den 1960er Jahren erloschen.

## Geographie
Blatník befand sich rechtsseitig der Elbe am abgeworfenen Mäander Zákoutí in der Pardubická kotlina (Pardubitzer Becken). Nördlich liegt das Industriegebiet Semtín; westlich fließt der Graben Velká strouha, dahinter liegen die Abwasserkläranlagen des Chemieunternehmens Synthesia, a.s., Pardubice und das Absetzbecken Lhotka.
Umliegende Orte waren Blatníkovská Lhotka im Norden, Doubravice, Ohrazenice und Trnová im Nordosten, Pazderna und Rosice im Osten, Svítkov und Popkovice im Südosten, Srnojedy im Süden, Krchleby und Lány na Důlku im Südwesten, Mělice, Lohenice und Živanice im Westen sowie Černá u Bohdanče und Rybitví im Nordwesten.

## Geschichte
Die erste schriftliche Erwähnung des Ortes erfolgte in einer Schenkungsurkunde aus dem Jahre 1244, in der Jan, der Sohn des Grafen Zbislav, die Dörfer Blatník und Hostovice dem Prämonstratenserkloster in Litomyšl überließ. Später gelangte das Dorf wieder an weltliche Besitzer, und es entstand ein Herrensitz, der 1339 dem Ctibor von Blatník gehörte. Nach Schaller erwarb bald danach Albert von Kuneburg aus dem Geschlecht der Herren von Pardubitz das Gut, wobei es sich um eine Verwechslung mit Albrecht von Cimburg handelt. Dieser verkaufte 1377 die Feste Blatník mit dem Städtchen Bohdaneč sowie den Dörfern Bystřec, Kasaličky, Rybitví, Černá und Lhotka an den Opatowitzer Abt Jan von Orel. Nachdem das Benediktinerkloster während der Hussitenkriege im Jahre 1421 zerstört worden war, überschrieb König Sigismund Blatník zusammen mit weiteren ehemaligen Klosterdörfern am 21. September 1436 als Pfandbesitz an Diviš Bořek von Miletínek, der daraus die Herrschaft Kunburg bildete. 1491 erwarb Wilhelm von Pernstein die Herrschaften Kunburg und Pardubitz. 1560 verkaufte Jaroslav von Pernstein die Herrschaft Kunburg an König Ferdinand I. 1787 bestand Rybitew mit Lhotka und Blatnik aus insgesamt 23 Häusern.
Im Jahre 1835 bestand die im Chrudimer Kreis gelegene und nach Lhotka inskribierte Einschicht Blatnik aus einem geteilten Bauernhof mit zwei Häusern und einer Elbüberfuhr. Vom ehemaligen Rittersitz waren noch unbedeutende Ruinen vorhanden. Pfarrort war Roßitz (Rosice). Bis zur Mitte des 19. Jahrhunderts blieb Blatnik der k.k. Kameralherrschaft Pardubitz untertänig.
Nach der Aufhebung der Patrimonialherrschaften bildete Blatnik ab 1849 einen Ortsteil der Gemeinde Rybitví im Gerichtsbezirk Pardubitz. Ab 1868 gehörte die Ansiedlung zum Bezirk Pardubitz. Zum Ende des 19. Jahrhunderts wurde Blatník als eigener Ortsteil aufgehoben und dem Ortsteil Blatníkovská Lhotka zugeordnet. Mit der Elbbegradigung und dem Abstich des Mäanders Zákoutí erlosch die Elbfähre in Blatník. Zuletzt bestand der Weiler aus sechs verstreuten Häusern.
Durch den weiteren Ausbau des Chemiekomplexes Semtín erlosch zu Beginn der 1960er Jahre auch Blatník. Seine Fluren wurden nicht direkt überbaut; da Blatník jedoch durch die Überbauung von Blatníkovská Lhotka, die Verlegung der Velká strouha und die Errichtung der Kläranlage westlich des Ortes jegliche Verbindung nach Rybitví verlor und nach Osten und Süden durch Zákoutí und die Elbe abgeschnitten war, wurde der Weiler devastiert.